# دهانه ماچا
دهانه ماچا (انگلیسی: Macha crater) یک دهانه برخوردی در استان یاقوتستان کشور روسیه است.